# Anna Górecka-Nowak
Anna Górecka-Nowak – polska geolożka, dr hab. nauk o Ziemi, adiunkt Instytutu Nauk Geologicznych Wydziału Nauk o Ziemi i Kształtowania Środowiska Uniwersytetu Wrocławskiego.

## Życiorys
W 1980 ukończyła studia geologii na Uniwersytecie Wrocławskim, w 1992 obroniła pracę doktorską Palinostratygrafia osadów westfalskich północno-zachodniej części depresji śródsudeckiej, 21 grudnia 2013 habilitowała się na podstawie pracy zatytułowanej Palinostratygrafia karbońskiej sukcesji osadowej południowo-zachodniej Polski.
Jest zatrudniona na stanowisku adiunkta w Instytucie Nauk Geologicznych na Wydziale Nauk o Ziemi i Kształtowania Środowiska Uniwersytetu Wrocławskiego.